# Mate. Feed. Kill. Repeat.
| Recensione | Giudizio |
| ---------- | -------- |
| AllMusic   |          |

Mate. Feed. Kill. Repeat. è un demo del gruppo musicale statunitense Slipknot, autoprodotto e pubblicato il 31 ottobre 1996 dalla -ismist Recordings.

## Descrizione
Stampato in sole mille copie, questo album presenta in parte elementi del loro nu metal anticonvenzionale, e in parte sonorità differenti. Lo stile degli allora cantante Anders Colsefni e del chitarrista Josh Brainard presenta un'impronta hip hop più rilevante, i riff di chitarra sono simili a quelli di Slipknot, Iowa e Vol. 3: (The Subliminal Verses) ma meno furiosi, e i brani hanno ritmiche che si rifanno ad altri generi quali jazz, funk e rock progressivo; c'è anche una certa influenza da parte dei Meshuggah.
Gran parte dei brani contenuti in Mate. Feed. Kill. Repeat. sono stati ripresi per i due album successivi. Per il primo album sono stati rivisitati Slipknot (re-intitolata (sic)), Do Nothing/Bitchslap (re-intitolata Me Inside), Only One e Tattered & Torn. Per Iowa invece sono stati rivisitati Gently e Killers Are Quiet, il cui riff è stato utilizzato per la title track dell'album.

## Tracce
Testi di Anders Colsefini, Joey Jordison e Shawn Crahan.
1. Slipknot – 6:55
2. Gently – 5:16
3. Do Nothing/Bitchslap – 4:19
4. Only One – 2:34
5. Tattered & Torn – 2:37
6. Confessions – 5:05
7. Some Feel – 3:36
8. Killers Are Quiet – 20:42 – contiene la traccia fantasma Dogfish Rising

## Formazione
- Anders Colsefini – voce
- Donnie Steele – chitarra ritmica, chitarra solista (tracce 1 e 6)
- Josh Brainard – chitarra, voce (traccia 6)
- Paul Gray – basso
- Joey Jordison – batteria
- Clown – percussioni, voce (traccia 5)